# Weschede

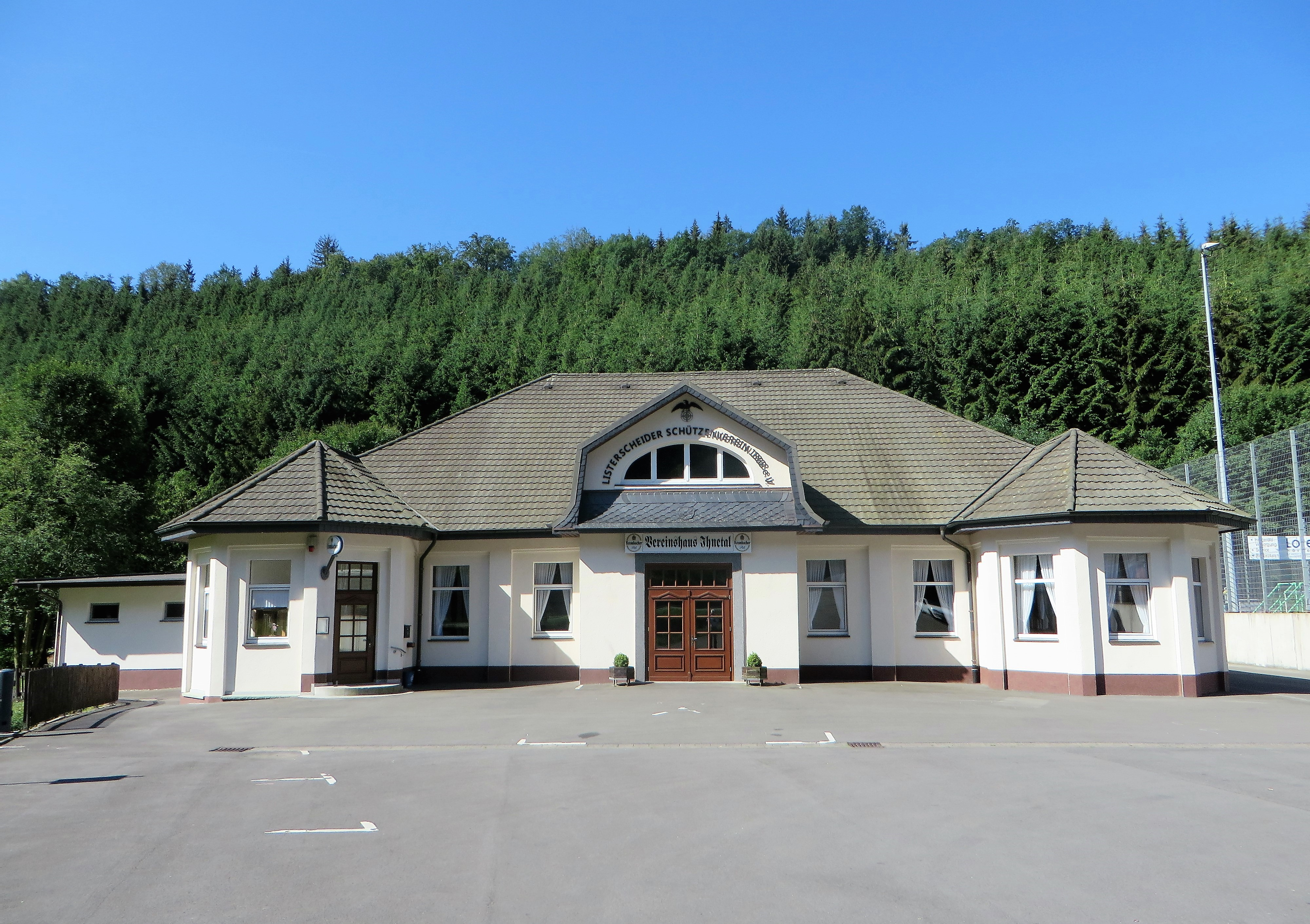
Vereinshaus Ihnetal in Weschede

Weschede ist ein Ortsteil der Stadt Attendorn im Kreis Olpe (Nordrhein-Westfalen) und hat 62 Einwohner (Stand 30. Juni 2024).

## Geografie
Weschede liegt westlich des Kernortes Attendorn, zwischen Beukenbeul im Norden und Papiermühle im Süden. Durch Weschede fließt der Wesebach, ein linker Nebenfluss der Ihne. Höchste Erhebungen sind nordwestlich der Windhagen (456 m) und östlich der Birkeshardt (425 m).

## Geschichte
Weschede wurde urkundlich erstmals im Jahre 1379 als „toe Werschede“ und 1386 mit Werschede erwähnt. Der Ortsname kann als „ausgesonderter, abgegrenzter Bereich an der Werse“ (Wesebach) gedeutet werden. Am 25. April 1411 verkauft Wilhelm Graf zu Limburg und Herr von Broich seine Lehnware an dem Zehnten aus den Gütern Boikenboile, Werschede, Alverinchusen und Waymbeke an einen Kölner Bürger.
Politisch gehörte Weschede ehemals zum Amt Waldenburg und im Gogericht und Kirchspiel Attendorn zur Bauerschaft Albringhausen, der auch umliegende Orte wie Beukenbeul, Listerscheid, Wamge u. a. angehörten. Im Schatzungsregister von 1543 werden in der Burschafft Ailberinghausen mit 26 Steuerpflichtigen die vier Wescheder Dietherich zu Werscheit, Johann zu Werscheit, Hanß Kremerling und Peter Heidtbrink mit Abgaben von 1½ bis 2 Goldgulden genannt. Während des Dreißigjährigen Krieges im Jahr 1636 wird der Hof Stump zu Weischede als verarmtes und wüstes Gut bezeichnet.
Im 17. Jahrhundert gab es in Weschede vier Güter: Stumpes Gut, Schulten Gut, Königs Gut und Kömhoffs Gut. Das Stumpes Gut war der unterste Hof im Dorf und gehörte dem Attendorner Gograf Theodor Burghof. Bewirtschaftet bis zu seinem Tode 1672 von Georg Stump, dann von Johann Cramer, der die Witwe heiratete. 1728 wird Anton Stumpf genannt. 1828 ist Georg Teipel Besitzer. Die Familie Teipel blieb auf dem Hof, bis Hubert Teipel es um 1920 in einzelnen Teilen verkauft und nach Groß Hove bei Neumünster in Holstein zog.
Das große Schulten Gut (ehem. Heidbrincksche Gut) lag in der Mitte des Dorfes und gehörte Kaspar König als erbliches Eigentum. Dieser baute gegenüber dem alten Haus „auf dem Ufer“ ein neues Haus und legte zu diesem ein Drittel des Landbesitzes. Der neue Hof hieß nun Königs Gut, während der alte Hof nun Schulten Gut genannt wurde. Bewirtschaftet nach dem Tode des Kaspar König seit 1681 von Kaspar Springob, danach Anfang des 18. Jahrhunderts von Johann Springob. Ende des 19. Jahrhunderts ist Josef Wurm Besitzer.
Das abgetrennte Königs Gut gehörte im 18. Jahrhundert der Attendorner Familie Bresser, die es 1819 noch besaß. Bewirtschaftet Mitte des 18. Jahrhunderts von Johann König, danach von Johann Bernhard König und nach dessen Tode 1794 von Johann Bernhard Langenohl gen. König. Die Familie Langenohl blieb Besitzer, bis sie das Gut 1902 an Ferdinand Böhne verkauften.
Das Kömhoffs Gut war der oberste Hof im Dorf und ein großes Erbgut. Besitzer war bis zu seinem Tode 1678 Jost Kömhoff, danach dessen Sohn Friedrich. Der Familie Kömhoff folgte als Besitzer auf dem Gut um 1920 Josef Langenohl gen. Kömhoff.
Das Adressbuch von 1929 führt in Weschede die Namen „Böhne (3), Drexelius, Hömberg, Immekus (3), Kloppke, Langenohl (4), Lätchen, Lichterkus (5), Rinse (2), Schemm, Springob (3), Steppard und Wurm (2)“ auf. 1936 gab es im Dorf 12 Wohnhäuser mit 13 Haushaltungen und 62 Einwohner. 1988 hatte Weschede 59 Einwohner.
Ab 1819 gehörte Weschede im Amt Attendorn zur Gemeinde Attendorn-Land, bis die Gemeinde 1969 in die Stadt Attendorn eingegliedert wurde.
Weschede im Wesebachtal ist auch heute noch stark landwirtschaftlich geprägt. Ein Attendorner Baudenkmal ist das Vereinshaus Ihnetal.

## Religion, Vereine
Weschede gehört zur Pfarrgemeinde St. Josef im nahe gelegenen Listerscheid. Das Vereinsleben findet für beide Orte im Vereinshaus bzw. der Schützenhalle Ihnetal und auf dem Fußballplatz an der Wesetalstraße in Weschede statt.